# Arycanda omissa
Arycanda omissa är en fjärilsart som beskrevs av W. Warren 1897. Arycanda omissa ingår i släktet Arycanda och familjen mätare. Inga underarter finns listade i Catalogue of Life.